# Angeli - Una storia d'amore
Angeli - Una storia d'amore è un film per la televisione italiano del 2014, diretto da Stefano Reali e con protagonisti Raoul Bova e Vanessa Incontrada. Nel cast figurano inoltre Giampiero Judica, Giampiero Mancini, Ugo Pagliai e Marco Bonini.
La fiction, prodotta da Casanova Multimedia,  fu trasmessa in prima visione da Canale 5 nella prima serata di mercoledì 8 ottobre 2014.

## Trama
Roma: Claudio è un quarantenne di origine nobile che vive in un lussuoso appartamento nel centro della città, che trascina avanti la propria vita in modo ozioso, grazie anche alla cospicua eredità lasciatagli dai genitori, e che vive in modo superficiale i suoi rapporti amorosi, preferendo le relazioni di breve durata al grande amore.
Un giorno, Claudio, dopo aver difeso un uomo vittima di uno scippo, conosce Luisa, il vicequestore di polizia. 
Claudio si innamora a prima vista di Luisa ed inizia a corteggiarla e la frequentazione di Luisa sembra aver degli effetti positivi sull'uomo, che inizia a cambiare la sua visione della vita.
La felicità dura però poco, perché il "destino" ha in serbo uno scherzo crudele per i due innamorati: Luisa, appassionata di scalate, è infatti vittima di un incidente e finisce in coma.
In ospedale, Claudio prega il Signore di lasciar vivere Luisa e di prendere lui al suo posto. 
Le sue preghiere vengono ascoltate alla lettera dall'angelo Uriel, che gli offre la possibilità di uno "scambio". Il prezzo da pagare è però alto: non solo Claudio è stato trasformato in un angelo, visibile agli altri, ma impossibilitato a godere dei benefici destinati solo agli "umani", come bere alcol, fumare e ad avere relazioni complete con le donne e qualunque tentativo di infrangere i 3 divieti verrà reso nullo dal cielo con ogni genere di modo per impedire che le regole siano infrante.
Claudio ha comunque la possibilità di tornare "umano", salvando 3 anime dalla dannazione e si mette quindi d'impegno per salvarle, aiutando gli altri. L'altro rovescio della medaglia è che gli eventi a partire dal suo incontro con Luisa sono stati "rimossi" e la stessa Luisa è destinata a non ricordarsi più di lui. 
Ciò nonostante, Claudio fa di tutto per rientrare nella vita della donna, anche se ora deve tenerle nascosto il suo segreto, che rischierà di rovinare il loro nuovo rapporto. 
Un giorno nel tentativo di rivelare a Luisa la verità sul perché non può stare con lei la donna pensa che Claudio sia un bugiardo e lo abbandona, Luisa cede infatti alla corte di Walter, un affarista senza scrupoli in trattativa con lo stesso Claudio per l'acquisto del palazzo di quest'ultimo. Il nuovo compito di Claudio sarà ora quello di impedire il matrimonio tra i due. Claudio scoprirà che non è l'unico tirocinante come angelo ma ci sono in giro anche gli adepti del male ovvero demoni che da sempre cercano di rubare le anime delle persone tentandole attraverso le loro parole ad accettare potere, denaro e regali che possono essere in apparenza innocui ma che hanno in realtà il potere di piegare le coscienze di chi li accetta e che lo stesso Walter è in realtà un demone che mira a rubare l'anima di Luisa attraverso il suo matrimonio con lei dopo averla stregata con una collana contenente un incantesimo che l'ha posta sotto il suo controllo e ha offuscato la sua coscienza. Claudio riesce a fermare il matrimonio strappando a Luisa la collana stregata e a dimostrare che Walter aveva pagato Roberto suo inquilino e commercialista ad appiccare l'incendio che aveva quasi distrutto il condominio per sfrattare gli inquilini e vicini di Claudio per poter rivendere l'intero palazzo. Walter viene così arrestato e Claudio decide di rinunciare a Luisa per il suo bene ma prima di partire con Uriel per il cielo riesce miracolosamente a baciarla. Quando Claudio si domanda cosa sia avvenuto Uriel gli spiega che tutto il bene che ha fatto viene alla fine restituito di 100 volte e lui era disposto a salvare l'anima di Luisa pur non essendogli stato richiesto e a rinunciare a lei per amore e quindi come premio gli è concesso restare un angelo e vivere la sua vita con lei ma Uriel avvisa Claudio che la vita di Luisa essendo mortale non durerà per sempre a differenza di quella di Claudio. Claudio pur essendone consapevole accetta di amare una mortale pur sapendo che un giorno morirà a differenza sua ma lui si godrà il suo amore finché durerà. Salutato Uriel, Luisa ricorda tutto quello che è successo in passato prima che Claudio diventasse un angelo e i due si baciano nuovamente ora liberi di vivere la loro vita insieme.

## Ascolti
Angeli - Una storia d'amore fu il programma più visto della prima serata dell'8 ottobre 2014, con una media di 4.700.000 di telespettatori e con il 19,6% di share.